# عروق بزرگ

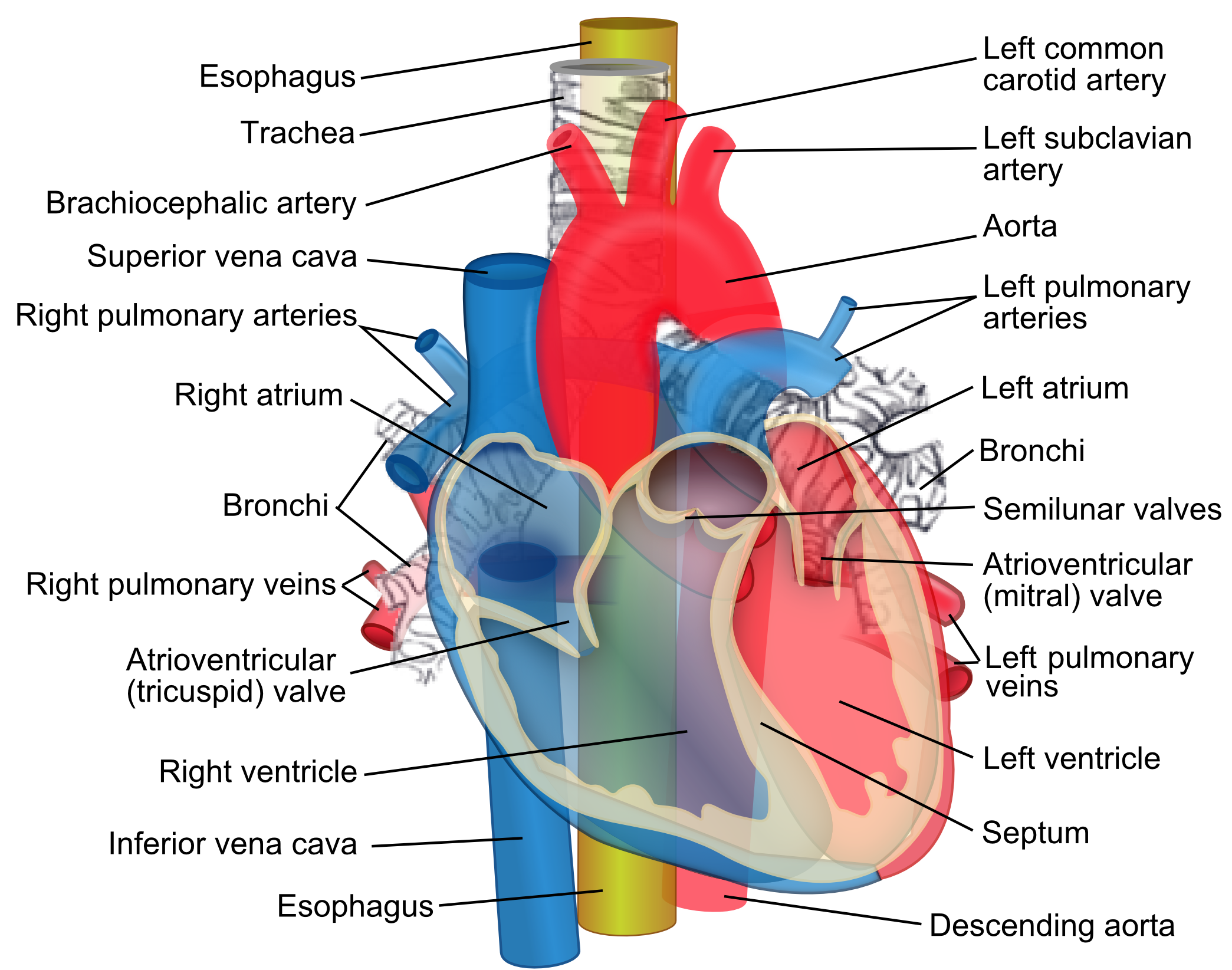

عروق بزرگ اصطلاحی است که برای چهار رگ بزرگی که خون را به قلب می‌آورند و از آن خارج می‌کنند استفاده می‌شود. این چهار رگ عبارتند از:
- بزرگ‌سیاهرگ بالایی
- بزرگ‌سیاهرگ پایینی
- سرخرگ ریوی
- سیاهرگ ریوی
- آئورت